# Tyngsborough (Massachusetts)
Tyngsborough est une ville du comté de Middlesex dans l'état du Massachusetts.
Sa population était de 11 292 habitants en 2010.